# 喬瓦尼·阿圖西
喬瓦尼·瑪麗亞·阿圖西（義大利語：Giovanni Maria Artusi，约1540年—1613年8月18日）是義大利音樂理論家、作曲家和作家。他的音樂風格保守，主要依循他的老师，16世紀後期主要音樂理論家焦塞福·扎利诺的風格。他在1603年出版《阿圖西文集第二部分》(Seconda parte dell'Artusi)首次使用了第二實踐(seconda pratica)這個專有名詞。
阿圖西在1600年出版了《阿圖西文集-當代音樂不完美性》（L' Artusi, overo Delle imperfettioni della moderna musica）一書，批評了 1600 年左右興起的音樂風格。他在書中匿名引用了蒙台威爾第尚未出版的牧歌（Madrigale）作品，並指出其中違反傳統對位規則之處。並以帶有古風格（stile antico）的審美標準評價蒙台威爾第等人的新音樂，會引發聽眾感官與理性上的不悅，引發第一實踐和第二實踐的兩派音樂爭論。
阿圖西最主要的貢獻在於對位中不協和音的使用，他的《對位法的藝術第二部分》（Seconda parte dell'arte del contraponto, 1589）是史上第一本專為討論不協和音使用的專書，他認為在發展中的作品不協和音將多過協和音，並試圖提出不和諧的原因和用途，例如作為表達歌詞中悲傷、痛苦、渴望、恐懼等情緒的方法，他的論點與接下來的第二實踐 （seconda pratica）風潮的作法有很大程度的一致。但他本人卻反對蒙台威爾第的音樂風格，他們的理論之間對於不同聲部的重要性以及聲部間音程的使用有所不同。
阿圖西的音樂作品很少且風格保守，僅有一本四聲部短歌集（1598年出版於威尼斯）和八聲部頌主曲（1599 年）。

## 著作
- L'arte del contraponto ridotta in tavole（威尼斯，1586 年）
- Lettera apologetica del Burla Academico Burlesco al RD Vincentio Spada da Faenza，1588 年 1 月 14 日；已佚失，除了 Bottrigari 的在他著作中的摘錄片段
- Seconda parte dell'arte del contraponto, nella quale si tratta dell'utile et uso delle dissonanze (威尼斯, 1589)
- Trattato apologetico in difesa dell'opere del ... Zarlino da Chioggia, giuditio musice del S. Cabalao Nobile di Pocceia, Academico Infarinato intorno alle differentenze note frà il Dottissimo Zarlino, et ... Vincenzo Galilej nobile , 59 Fiorent ; 已佚失，除了 Bottrigari 的在他著作中的摘錄片段
- L'arte del contraponto（威尼斯，1598 年）
- 《阿圖西文集-當代音樂不完美性》L'Artusi, overo Delle imperfettioni della moderna musica ragionamenti dui  (威尼斯, 1600/R )
- 《阿圖西文集第二部分》Seconda parte dell'Artusi, overo Delle imperfettioni della moderna musica  (威尼斯, 1603/R )